# Seat Altea
Le Seat Altea est un monospace compact du constructeur automobile espagnol Seat produit entre 2004 et 2015. Une version longue (Altea XL) est lancée en 2006, déclinée en 4x4 l'année suivant (Altea Freetrack).

## Présentation
Elle est la version monospace de la Seat Leon, bien que le terme monospace soit ici exagéré. En effet, la modularité se cantonne à une banquette arrière 2/3-1/3 coulissante et rabattable (en option), permettant d'augmenter le volume du coffre.
En août 2015, après près d'un demi million d'exemplaires assemblés, Seat arrête la production de l'Altea pour laisser la place au SUV Ateca lancé en 2016, et signe la fin de 11 ans de carrière pour l'Altea,.

## Sécurité
L’équipement de série comprend six airbags sur toutes les versions, avec un système de désactivation de l’airbag passager dans la boîte à gants. Il inclut le système ISOFIX permettant de fixer les sièges enfants directement sur le châssis, une carrosserie galvanisée garantie contre la corrosion et des ceintures de sécurité électroniques. L’habitacle sécurisé a été testé et a fait ses preuves lors de crash-test.
Il a reçu 5 étoiles aux crash test EuroNCAP.

## Technologie
Il est composé d’un niveau de développement technologique intégrant un essieu multi-bras qui assure une stabilité et sécurité. Le Châssis Agile adapte la sensibilité de la direction aux conditions de conduite, le DSR (Driver Steering Recommandation), l’ABS, le TCS (Système de Contrôle de Traction), l’ESP (programme électronique de stabilité) et l’EBA (aide au freinage d’urgence). Il possède un centre de gravité abaissé et une suspension sport ferme pour garantir la tenue de route.
Les phares bi-xénon AFS (phares directionnels auto adaptatifs) bougent en fonction de la rotation du volant, élargissant ainsi le champ de vision.

## Design

### Extérieur
Les principaux traits stylistiques de l'Altea sont :
- une nervure en forme de vague de chaque côté de la voiture, reliant les roues avant aux roues arrière ;
- une hayon de coffre proéminent ;
- des essuie-glaces avant intégrés aux montants du pavillon ;
- une calandre chromée.

À partir du restylage de 2009, le style évolue légèrement pour se rapprocher des nouveaux standards de la marque (Arrow Design) :
- des feux avant agrandis et une calandre plus petite ;
- un hayon et des feux arrière redessinés ;
- de nouvelles jantes.

## Technique et performances
| Modèle            | Modèle   | 1.4  | 1.6  | 1.2 TSI | 1.4 TSI | 1.8 TSI | 1.8 TSI DSG7 | 1.6 TDI FAP | 1.6 TDI FAP DSG7 | 1.6 TDI FAP S&S | 1.9 TDI | 1.9 TDI FAP | 1.9 TDI FAP DSG6 | 2.0 TDI | 2.0 TDI FAP | 2.0 TDI FAP DSG6 | 2.0 TDI FAP |
| ----------------- | -------- | ---- | ---- | ------- | ------- | ------- | ------------ | ----------- | ---------------- | --------------- | ------- | ----------- | ---------------- | ------- | ----------- | ---------------- | ----------- |
| Phase             | Phase    | 1&2  | 1&2  | 2       | 1&2     | 1&2     | 2            | 2           | 2                | 2               | 1&2     | 1&2         | 1&2              | 1&2     | 1&2         | 1&2              | 2           |
| Énergie           | Énergie  | SP   | SP   | SP      | SP      | SP      | SP           | D           | D                | D               | D       | D           | D                | D       | D           | D                | D           |
| Puissance fiscale | CV       | 6    | 7    | 6       | 7       | 9       | 9            | 6           | 6                | 6               | 6       | 6           | 6                | 8       | 8           | 8                | 9           |
| Puissance         | ch       | 85   | 102  | 105     | 125     | 160     | 160          | 105         | 105              | 105             | 105     | 105         | 105              | 140     | 140         | 140              | 170         |
| Couple            | N m      | 132  | 148  | 175     | 200     | 250     | 250          | 250         | 250              | 250             | 250     | 250         | 250              | 320     | 320         | 320              | 350         |
| Poids             | kg       |      |      |         |         |         |              |             |                  |                 |         |             |                  |         |             |                  |             |
| Conso. moyenne    | L/100 km | 6,7  |      | 5,7     | 6,4     | 7,1     | 6,7          | 4,8         | 4,9              | 4,5             |         |             |                  | 5,7     | 5,8         | 6,0              | 5,6         |
| CO2               | g/km     |      |      | 134     | 152     | 165     | 157          | 126         | 129              | 119             | 139     | 139         | 159              | 154     | 154         | 159              | 146         |
| Vitesse maxi      | km/h     | 159  | 173  | 180     | 194     | 210     | 210          | 183         | 183              | 183             |         |             |                  | 201     | 201         | 201              | 211         |
| 0–100 km/h        | s        | 14,8 | 12,8 | 11,7    | 10,3    | 8,4     | 8,4          | 12,2        | 12,4             | 12,2            | 12,3    | 12,3        | 12,5             | 9,9     | 9,9         | 9,8              | 8,5         |

## Répartition des ventes
Les ventes d'Altea en France sur les 6 premiers mois de l'année 2007 :
- 2 470 Altea, soit 14,70 % de la diffusion de Seat
- 16,11 % de motorisations essence, 83,89 % de motorisation diesel

| Reference | Rebel   | Stylance | Black and White | Stylance Plus | FR     |
| 18,64 %   | 42,49 % | 33,70 %  | 0,67 %          | 1,82 %        | 2,68 % |

| 1.6 102 ch | 2.0 FSI | 1.8 TSI 160 ch | 2.0 FSI Tiptronic | 2.0 TFSI 200 ch | 2.0 TFSI DSG 200 ch | TDI 105 | TDI 105 FAP | TDI 105 DSG FAP | TDI 140 | TDI 140 FAP | TDI 140 DSG | TDI 140 DSG FAP | TDI 170 |
| 15,14 %    | 0,21 %  | 0,08 %         | 0,12 %            | 0,19 %          | 0,38 %              | 62,90 % | 0,62 %      | 0,57 %          | 13,53 % | 0,24 %      | 4,23 %      | 0,09 %          | 2,12 %  |

## Galerie

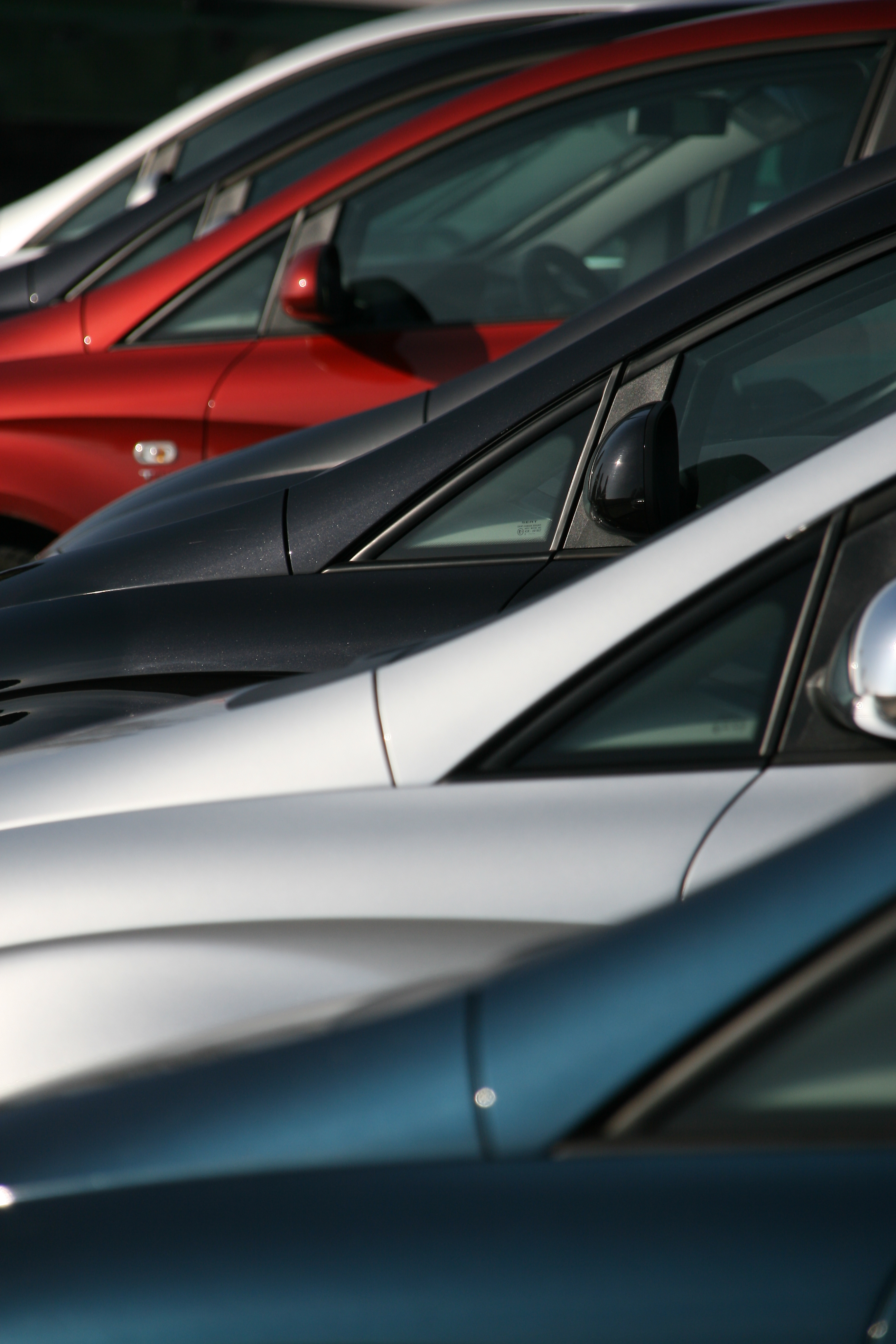
SEAT Altea
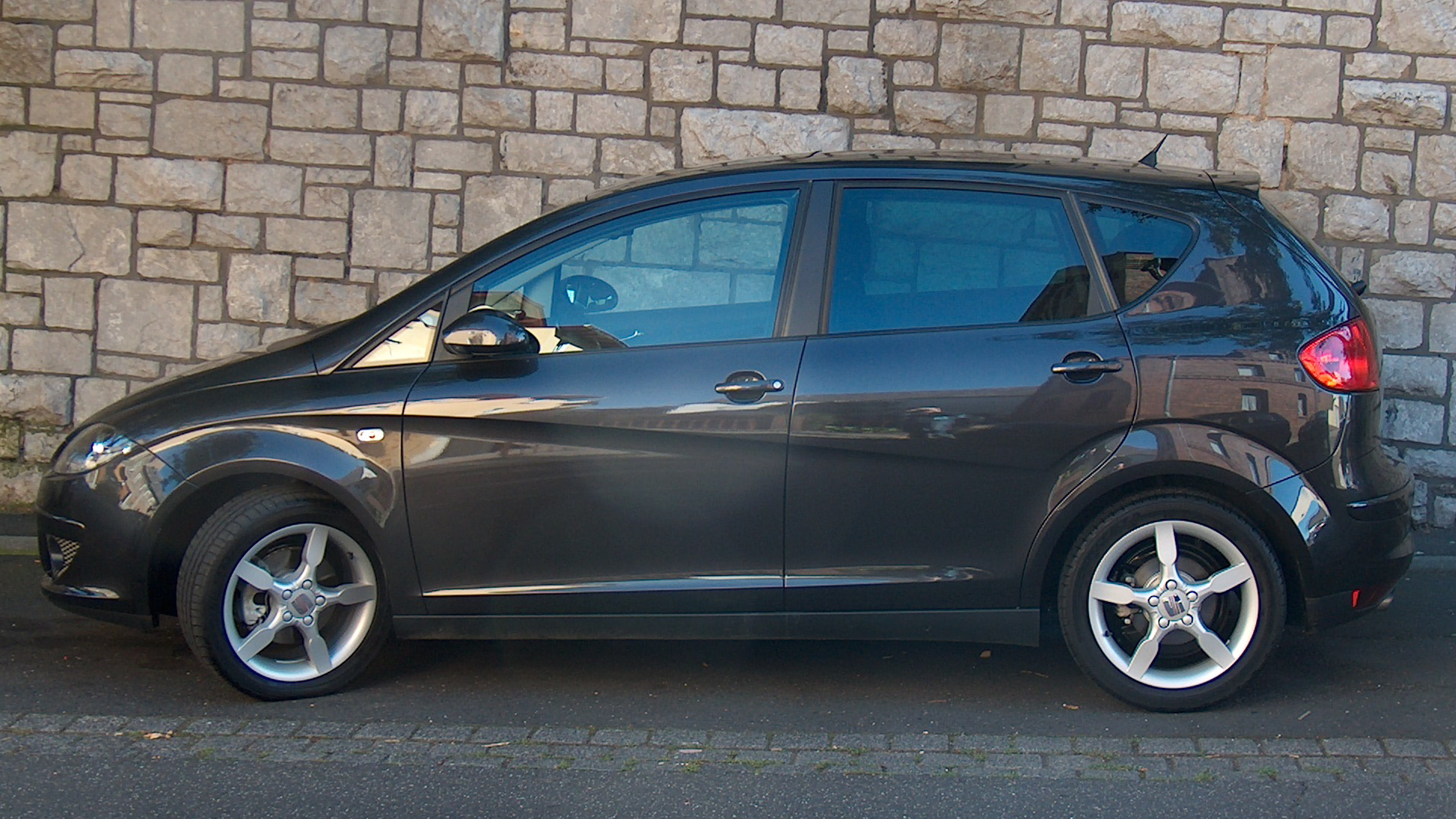
SEAT Altea
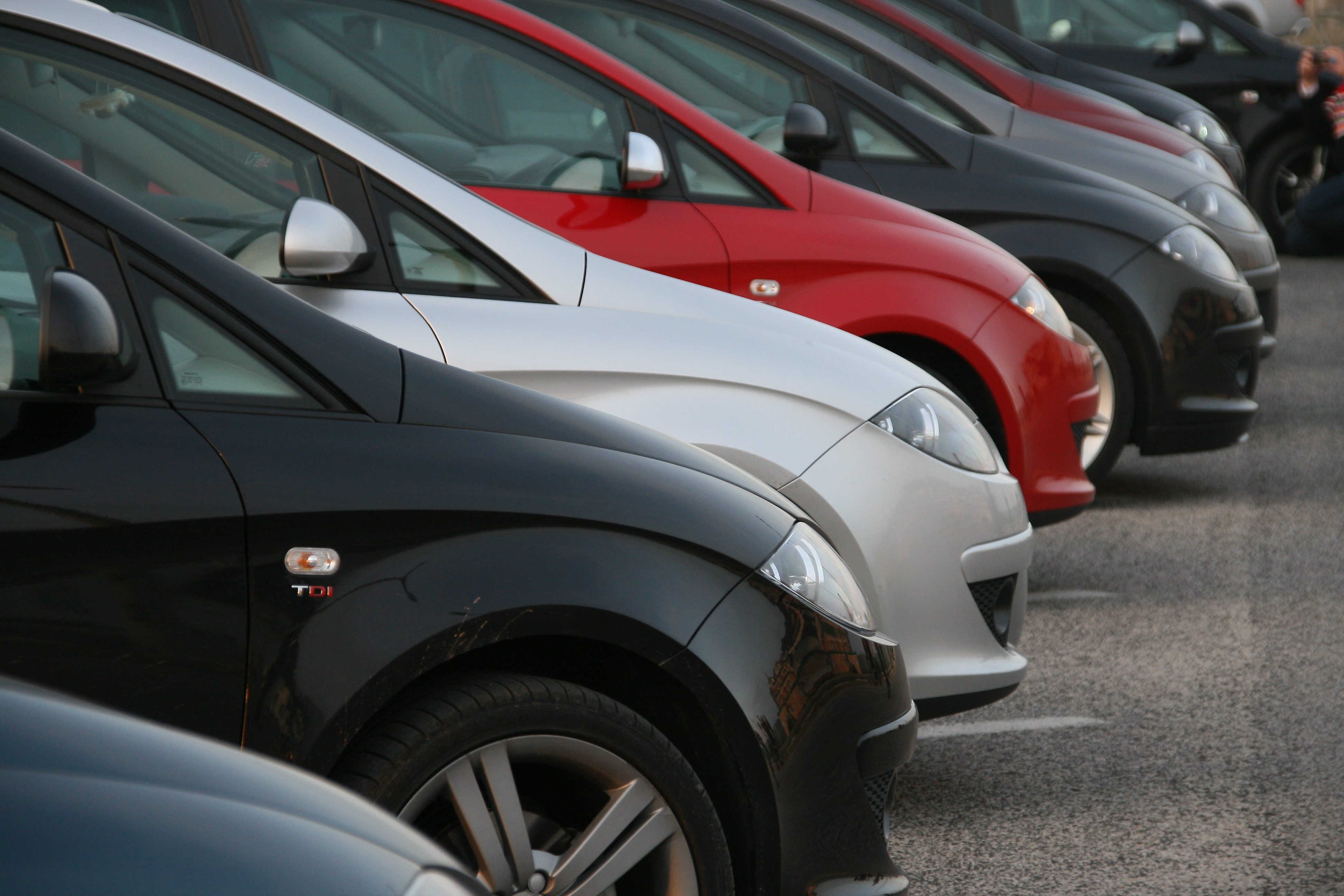
SEAT Altea
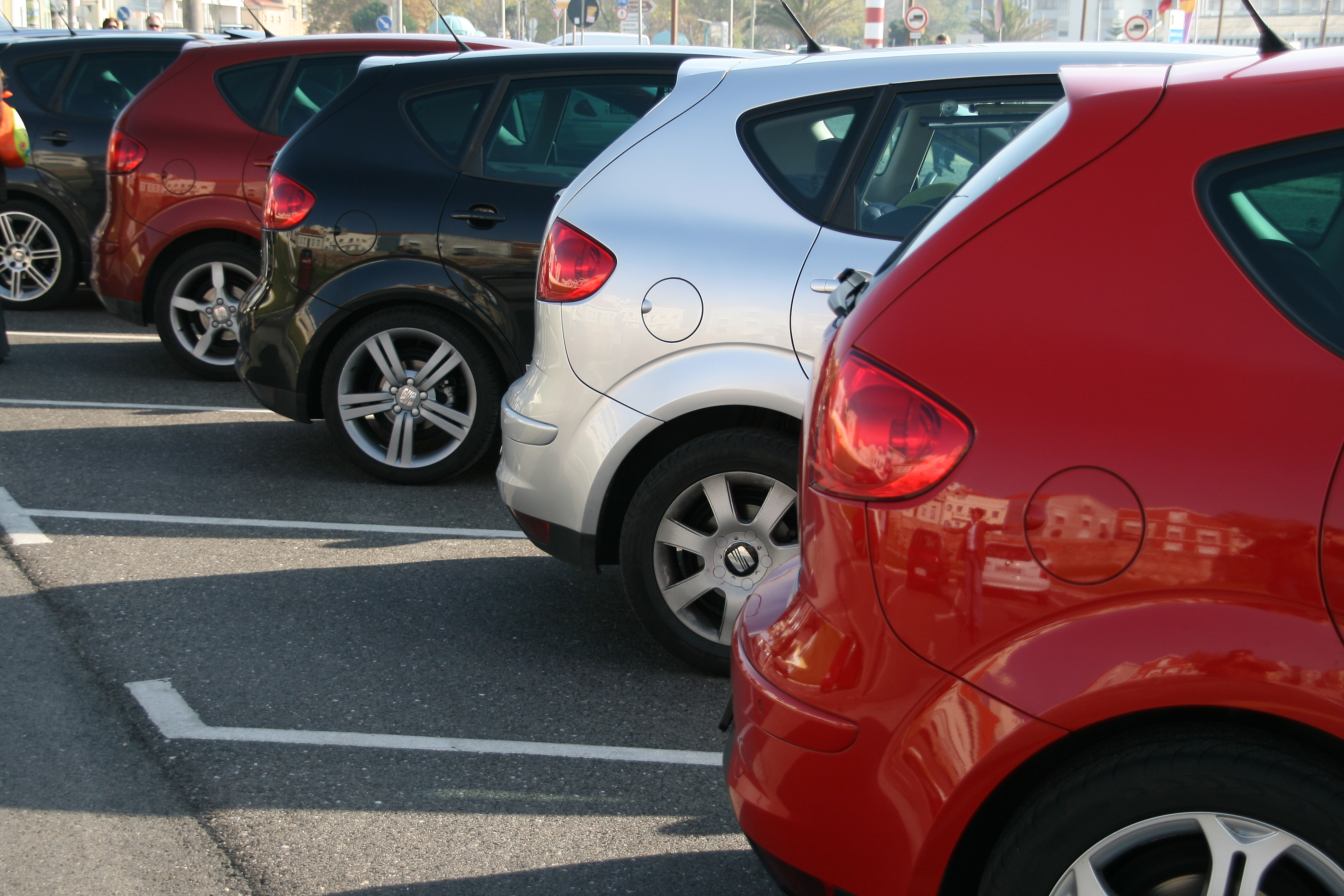
SEAT Altea
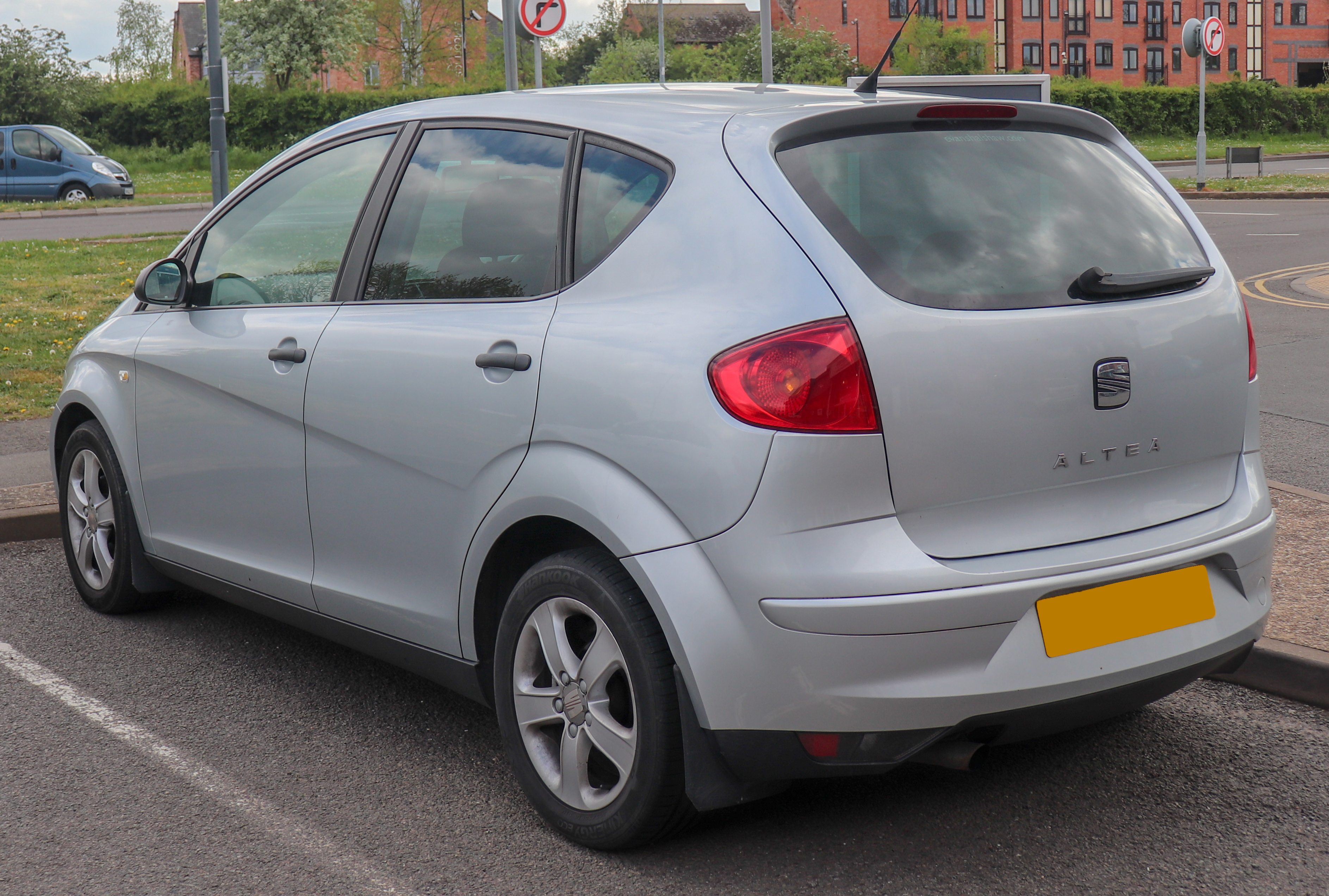
Seat Altea phase 1
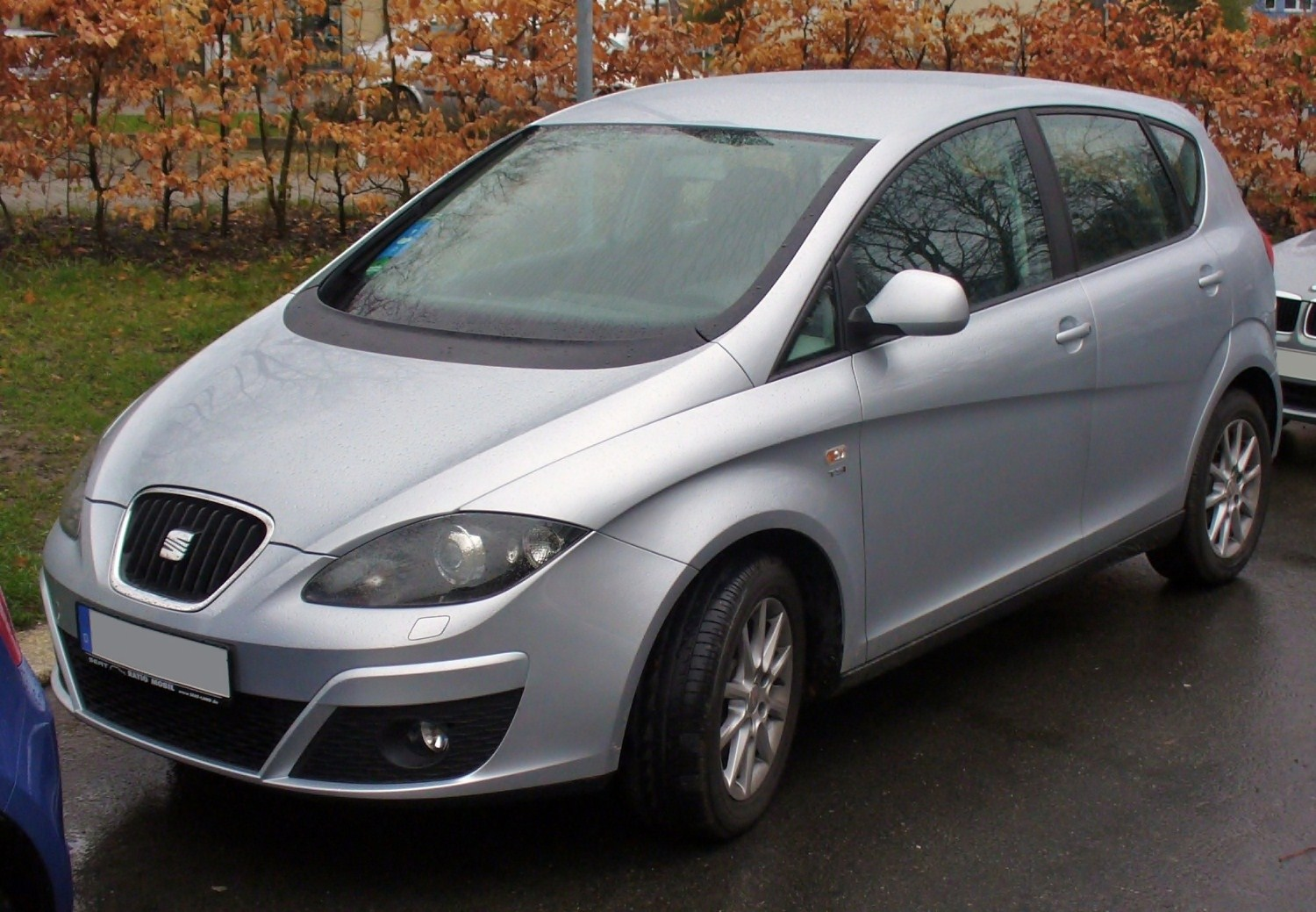
Seat Altea phase 2
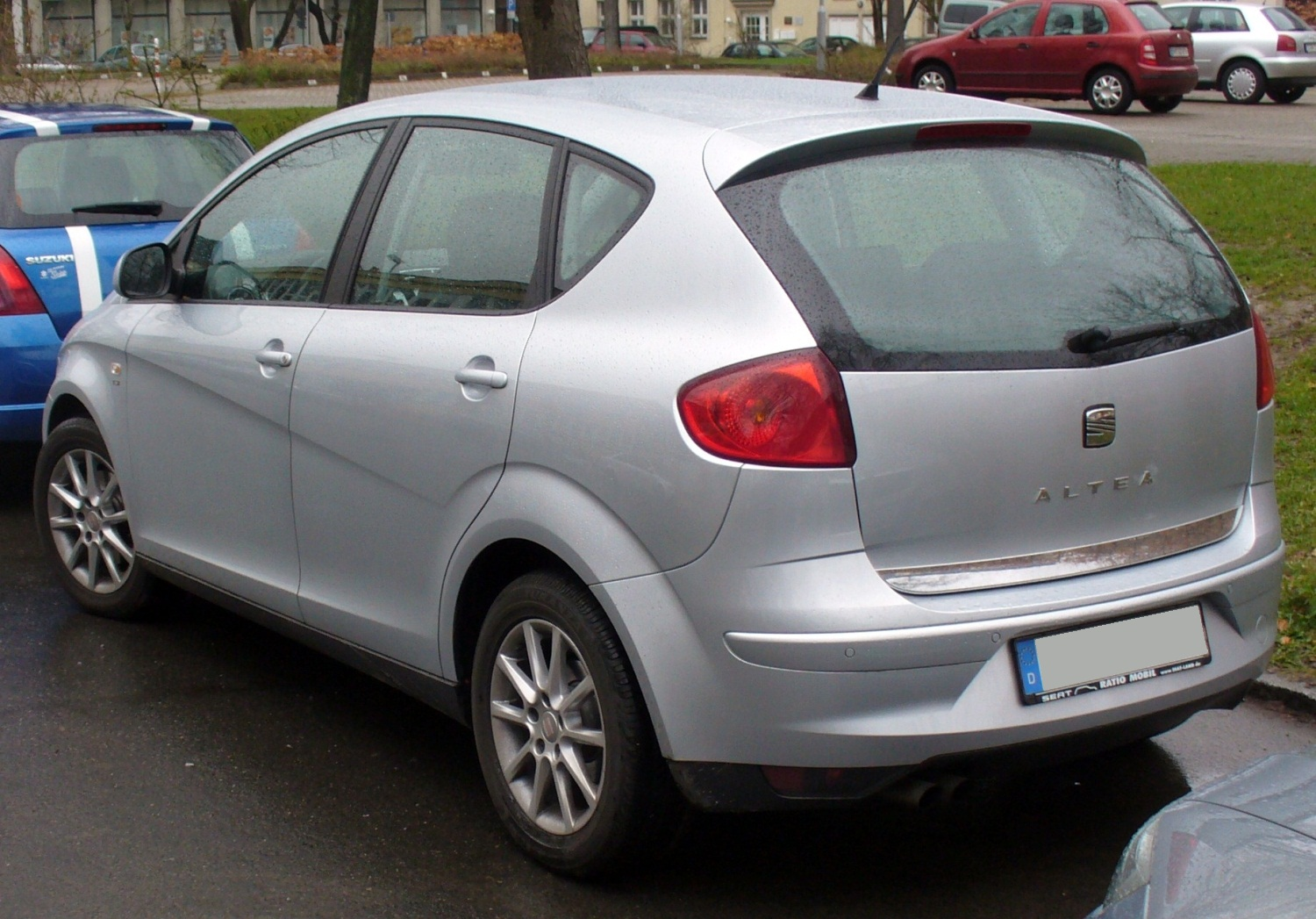
Seat Altea phase 2
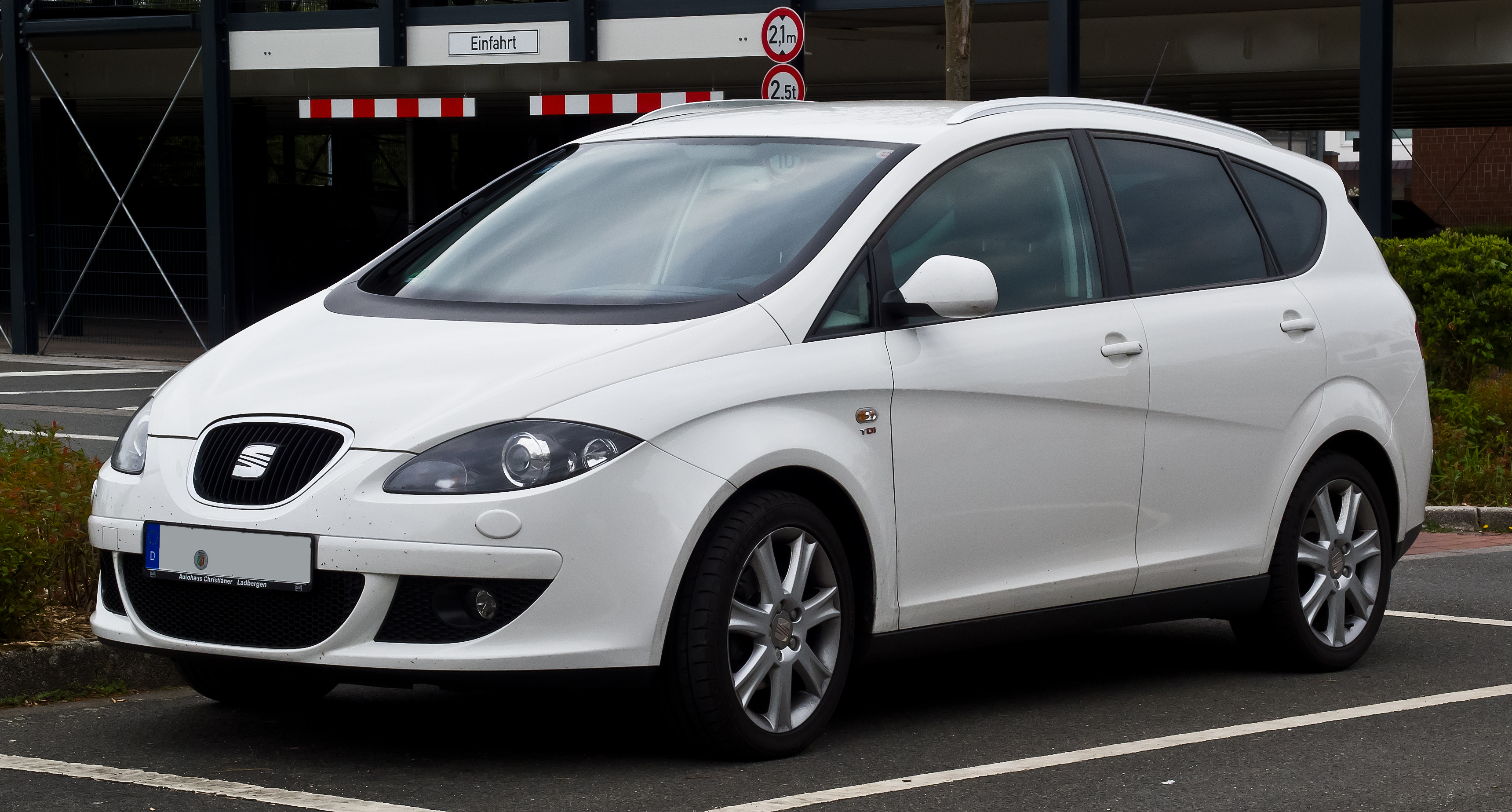
Seat Altea XL phase 1
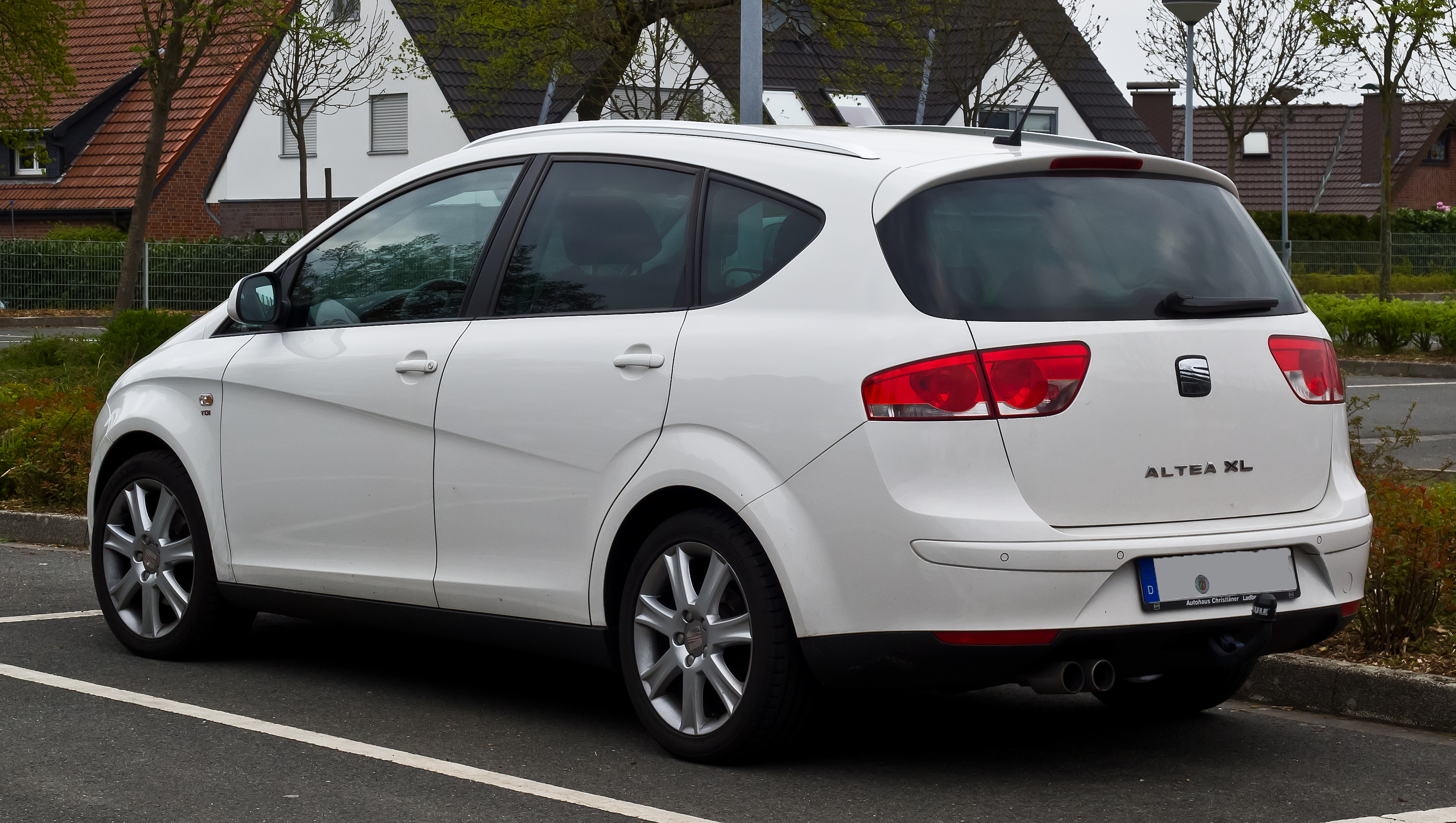
Seat Altea XL phase 1
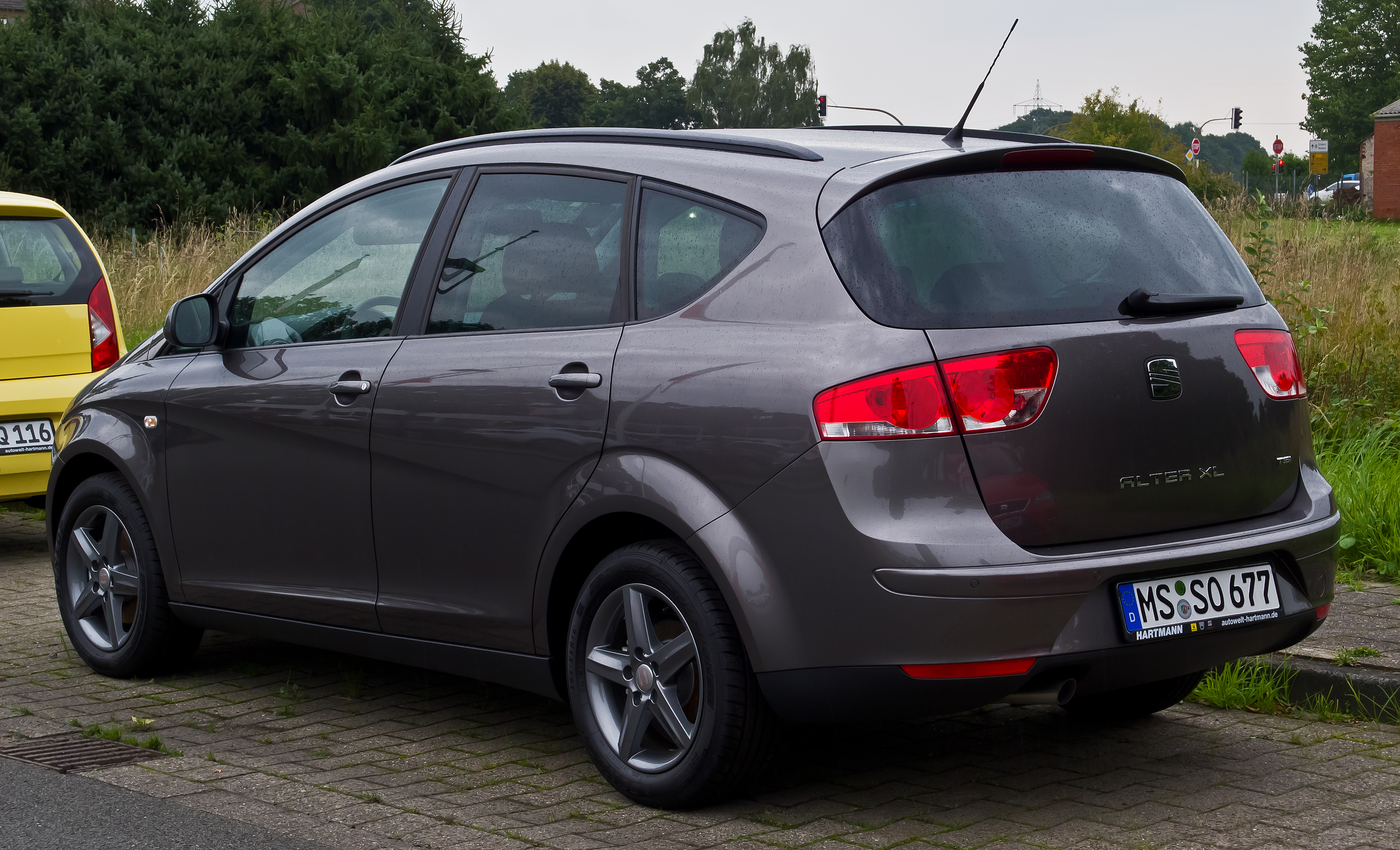
Seat Altea XL phase 2
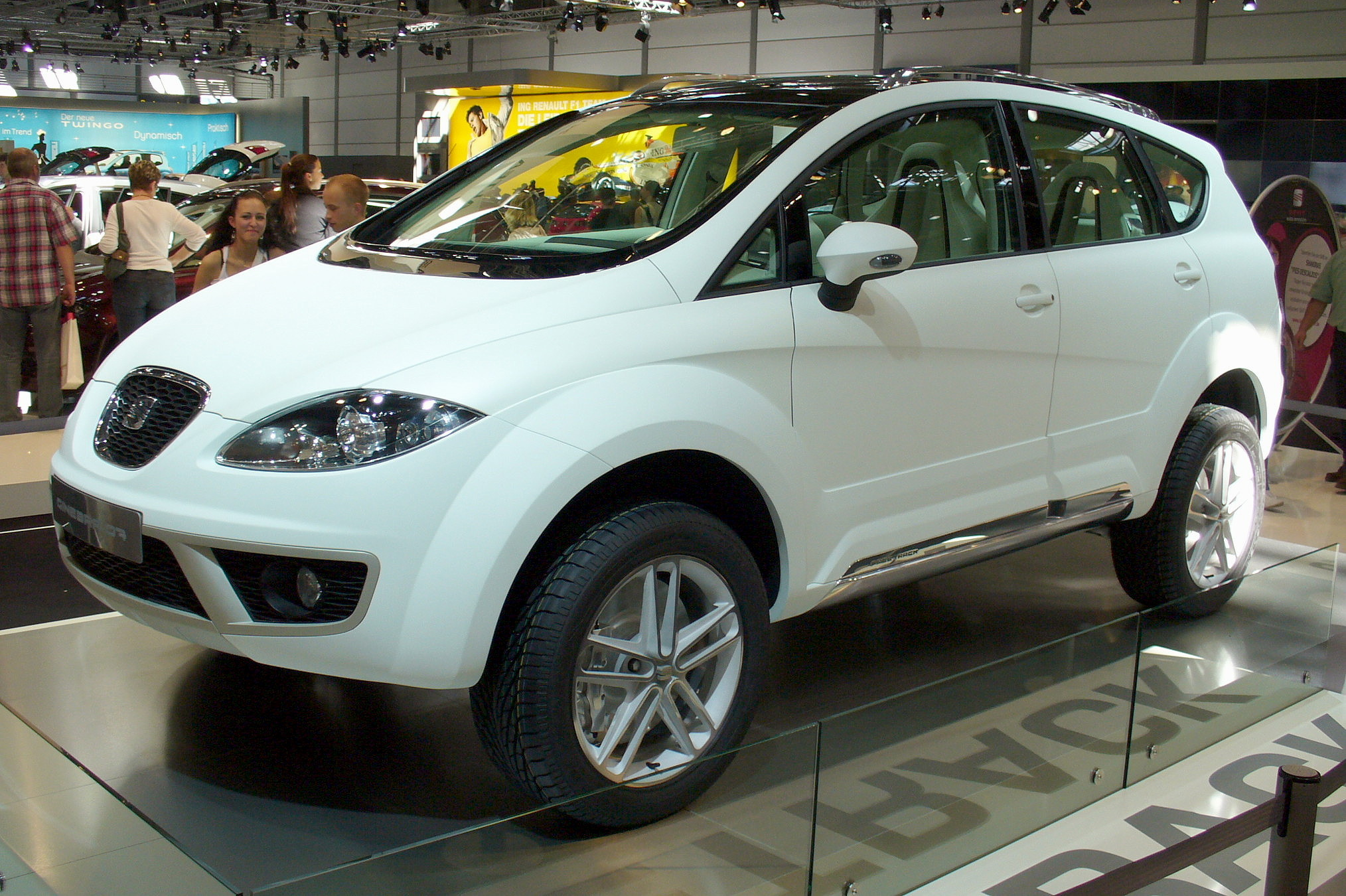
Seat Altea Freetrack Concept
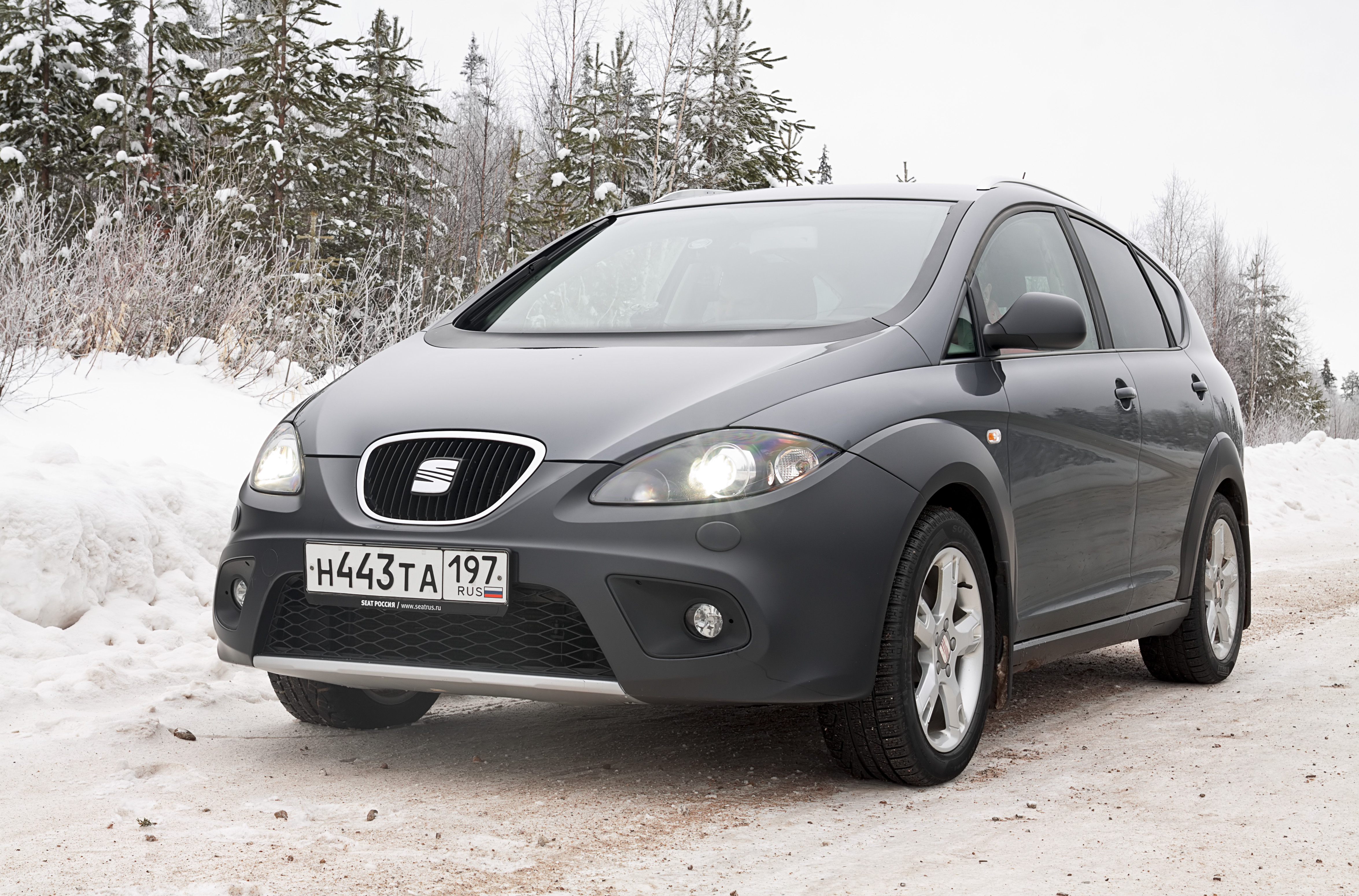
Seat Altea Freetrack
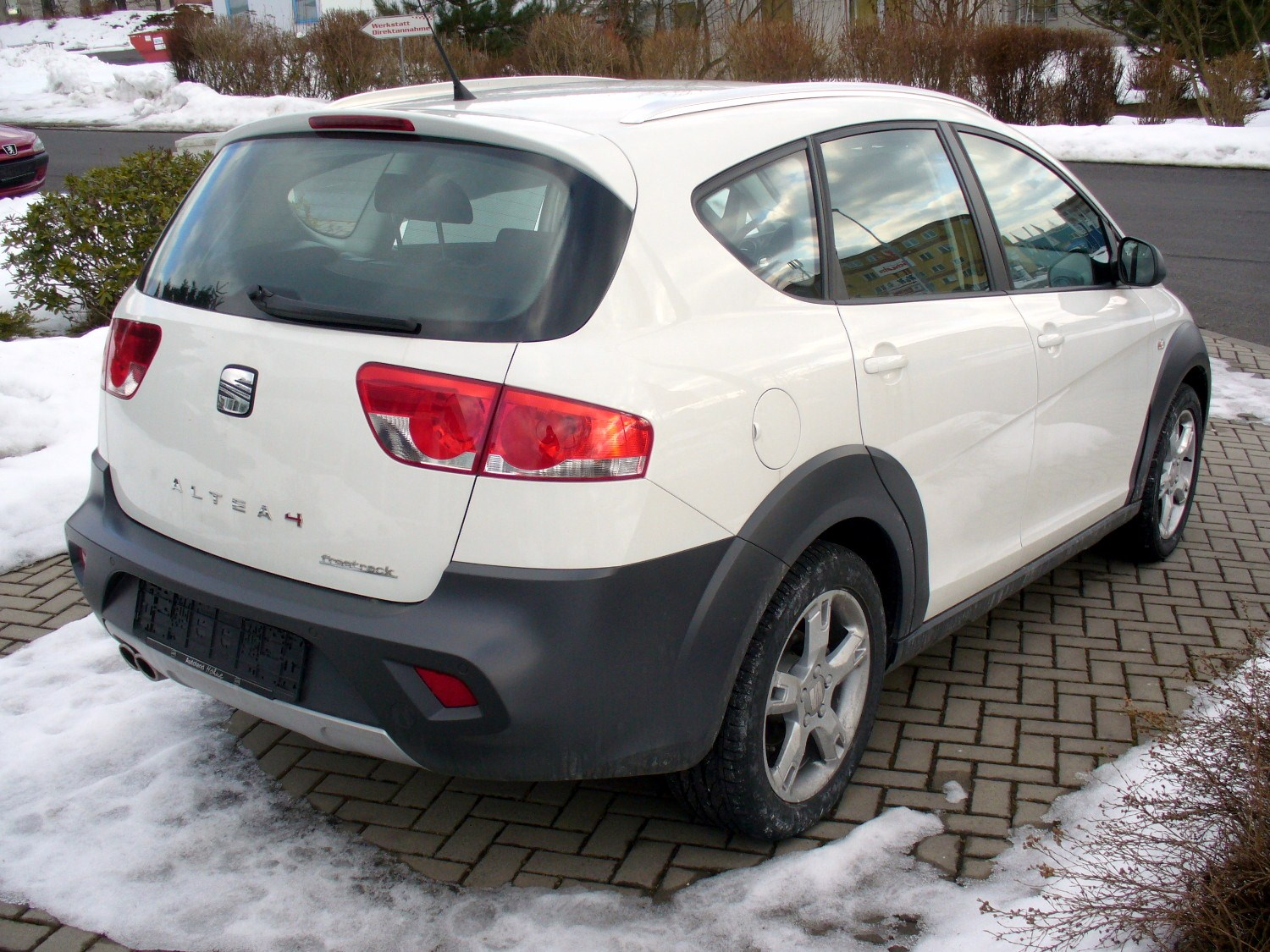
Seat Altea Freetrack